# Tetjana Lyssenko
Tetjana Feliksiwna Lyssenko (ukrainisch Тетяна Феліксівна Лисенко, russisch Татьяна Феликсовна Лысенко, engl. Transkription Tetyana Lysenko; * 23. Juni 1975 in Cherson, Ukrainische SSR, Sowjetunion) ist eine ehemalige ukrainische Kunstturnerin. Sie war zweifache Olympiasiegerin.

## Lebensweg
Im Alter von 17 Jahren nahm Lyssenko bei den Olympischen Spielen 1992 in Barcelona für das Vereinte Team teil und gewann mit diesem die Goldmedaille im Mannschaftsmehrkampf. In den Einzelwettkämpfen wurde sie Olympiasiegerin am Schwebebalken und gewann Bronze im Pferdsprung. Den Einzelmehrkampf beendete sie auf Platz 7.
Im selben Jahr gewann sie bei den Turn-Weltmeisterschaften 1992 in Paris eine Bronzemedaille am Boden. 1993 trat sie bei den Weltmeisterschaften in Birmingham für die Ukraine an und gewann eine weitere Bronzemedaille im Einzelmehrkampf.
Nachdem sie ihre Karriere beendet hatte, zog sie in die Vereinigten Staaten. Sie lebt heute in Kalifornien.